# Başağaç
Başağaç ist ein Dorf im Landkreis Savur der türkischen Provinz Mardin. Başağaç liegt etwa 65 km nordöstlich der Provinzhauptstadt Mardin und 23 km nordöstlich von Savur. Başağaç hatte laut der letzten Volkszählung 277 Einwohner (Stand Ende Dezember 2009).